# Forces démocratiques éthiopiennes unies
Les Forces démocratiques éthiopiennes unies (Amharique : የኢትዮጵያ ዴሞክራሲያዊ  ኃይሎቸ ሕብረት, YeItyopya Démokrasiyawi hayloch hebret) sont une coalition de plusieurs partis politiques éthiopiens qui se sont alliés pour les élections générales de 2005.
La coalition est principalement composée des partis suivants :
- le Congrès national Oromo
- le Parti fédéral social démocratique éthiopien
- la Coalition démocratique des peuples du sud-éthiopien
- l'Organisation du peuple tout Amhara
- le Parti éthiopien de l'unité démocratique

D'autres partis se sont joints à la coalition, tels que :
- le Front uni démocratique révolutionnaire Afar
- le Mouvement socialiste de tous les éthiopiens
- l'Union démocratique d'Éthiopie ...

## Élections de 2005
Lors des élections législatives du 15 mai 2005, le parti a remporté 52 sièges à la Chambre des représentants des peuples, 40 dans la région Oromia et 12 dans la région des nations, nationalités et peuples du Sud.
En août 2005, lors des élections régionales, le parti a obtenu 105 sièges sur 537 dans la région Oromia, 1 sur 36 dans la région Harar et 37 sur 348 dans la région des nations, nationalités et peuples du Sud.